# Indian Arm Park
Indian Arm Park är en park i Kanada.   Den ligger i provinsen British Columbia, i den sydvästra delen av landet, 3 500 km väster om huvudstaden Ottawa. Indian Arm Park ligger 1 007 meter över havet.
Terrängen runt Indian Arm Park är huvudsakligen bergig, men åt sydväst är den kuperad. Runt Indian Arm Park är det mycket glesbefolkat, med 3 invånare per kvadratkilometer.. Närmaste större samhälle är Anmore, 13,4 km sydost om Indian Arm Park. 
I omgivningarna runt Indian Arm Park växer i huvudsak barrskog.